# Gunungkarung (Luragung)
Gunungkarung is een bestuurslaag in het regentschap Kuningan van de provincie West-Java, Indonesië. Gunungkarung telt 2596 inwoners (volkstelling 2010).